# تيشيت
تيشيت هي مدينة موريتانية تاريخية وأثرية مُدرجة عند اليونيسكو ضمن التراث العالمي، إلى جانب المدن الثلاثة الأخرى التي تُشكّل معها المدن التراثية الأربع في البلاد (شنقيط وولاته ووادان)، يعود تأسيسها لحدود القرن الحادي عشر الميلادي، وتقع عند طرف هضبة تكانت على مدخل إقليم آوكار، وسط موريتانيا، على بعد أكثر من 250 كلم إلى الشمال الشرقي لمدينة تجكجه عاصمة ولاية تكانت التي تتبعها المدينة إداريا. وكانت تشكل في الأصل مركزا ثقافيا ودينيا وطريقا للقوافل التي تعبر الصحراء الكبرى للربط بين غرب إفريقيا وشمالها قبل عدة قرون، وهي رابع مدينة موريتانية تصنفها منظمة الأمم المتحدة للتربية والعلم والثقافة (يونسكو) ضمن التراث العالمي للإنسانية المهدد بالاندثار.
تستضيف المدينة كل أربع سنوات مهرجان مدائن التراث (كان اسمه "مهرجان المدن القديمة" في البداية)، بالتناوب مع المدن التاريخية الثلاث الأخرى؛ شنقيط و‌وادان و‌ولاته، وقد استضافته المدينة ثلاث مرة، أعوام 2013 و2017 و2023.

## تاريخ
اشتهرت تيشيت بدورها العلمي والدعوي والتجاري في إقليم الساحل الإفريقي، وتعد من المدن المصنفة كتراث عالمي لدى اليونيسكو. وقد تأسست على يد الشريف عبد المؤمن بن صالح سنة 536 هجرية ويقال أن سبب تسميتها بهذا الاسم هو أن الشريف عبد المومن مؤسس المدينة وجد أشرافها المعروفين لما رآها من الجبل الذي يطل عليها أعجبه موقعها فقال تي شئت أي هذه اخترت وكان أول ما بناه المسجد الذي يصل طول منارته إلى 16 مترا.

## معالم
من أهم معالمها : 

### مسجد تيشيت العتيق
الجامع الوحيد في المدينة ويتكون من القطع التالية:
- الكنفات

- السكفة

- المنارة

- حجرة النساء

### الشوارع
- شارع «بَامْبِِّ»

- شارع كمكينَّ

- شارع ديرار

## تراث وٱثار
تشير الحفريات في محيط المدينة إلى وجود بشري من قبل 5000 سنة وٱثار لممارسة الزراعة في سهولها منذ 3000 سنة.
تتميز المدينة بمعمارها الفريد وأزقتها الحجرية ومكتبات الغنية بالمخطوطات النادرة والثمينة التي تقدر بحوالي عشرة آلاف مخطوط.

## رالي داكار
يرتبط اسم تيشيت لدى محترفي الرياضات الميكانيكية برالي داكار حيث كانت المدينة إحدى محطاته الرئيسية في مرحلة الأراضي الموريتانية بمدرجها الذي تمت تهيئته لاستقبال الدعم الجوي واستقبال قوافل الرياضيين والصحفيين والسياح، قبل أن ينقل إلى أمريكا الجنوبية سنة 2009م.

## اقتصاد
يعتمد نشاط سكان المدينة على زراعة النخيل واستخراج الملح بطرق بدائية من السبخة التي تبعد 3 كلم عن المدينة وتعتبر شريانا اقتصاديا لها.